# Granada (Cundinamarca)
Granada es un municipio colombiano del departamento de Cundinamarca, ubicado en la Provincia del Sumapaz, a 18 kilómetros al Sur Occidente de Bogotá.  
Sus coordenadas son: 4°31′0″ de latitud norte y 74°20′50″ Longitud oeste de Greenwich, con una altitud mínima de 1800 m s. n. m. y máxima de 3000 m s.n.m.

## Toponimia

### Origen lingüístico[3]
- Familia lingüística: Indoeuropea
- Lengua: Latín

### Significado
Granada proviene del latín granatum, árbol llamado granado. La palabra púnica se origina en el pueblo fenicio, grandes difusores del fruto y su cultivo por razones de tipo religioso. El nombre de la especie granatum deriva del adjetivos latinos granatus, que significa "con granos", por las semillas del fruto.

### Origen / Motivación
El nombre de Granada se relaciona con la denominación que tuvo durante buena parte de la historia del país, más exactamente durante los periodos conocidos como el virreinato de la Nueva Granada y la Confederación Granadina.

### Nombres históricos
- Soche (época de la Colonia)

## Historia
Fecha de fundación: 10 de agosto de 1995
En 1815 la Corona española adjudicó las haciendas de El Charquito, Sibaté y El Soche a un sacerdote español, quien las vendió a don Ignacio Umaña por 25 patacones. Don Ignacio repartió luego a sus hijos Enrique y José Ignacio el latifundio que poseía. Este era un bosque rico en toda variedad de árboles. Solamente en 1857 se hace una medición de las tierras y se reparte el resguardo de indígenas para apoyar a los propietarios en las actividades de explotación de la madera. Los adjudicatarios empiezan a vender sus tierras y en otras designan arrendatarios.
Hacia el año 1900, el propietario de los terrenos de El Soche era el señor Raimundo Umaña. A su fallecimiento, los hereda doña Isabel Lara de Umaña y sus hijos. 
En un principio a este lugar se le denominó San Agustín, luego El Triunfo, nombre dado por un Obispo y ante la creación del municipio del Triunfo, Antonio María Pradilla, secretario de Gobierno del gobernador Abelardo Forero Benavides, le dio el nombre de Granada. Era entonces el año de 1938 y se desempeñaba como Inspector de Policía Virgilio Velosa.
Estos terrenos estaban ocupados por campesinos que explotaban la madera y el carbón vegetal pero tenían que pagar por la parte que ocupaban. Don Francisco Flórez, famoso industrial de Cundinamarca, llegó a dirigir la explotación de la madera, y para tal efecto trajo personas de Subachoque, lugar en donde tenía una gran empresa de la misma actividad. De allí vinieron las familias Salgado, Romero y Matiz, entre otras.
Poco a poco el aserrío de madera se fue tecnificando con la traída de máquinas de vapor, transportadas por yuntas de bueyes y ubicadas en sitios estratégicos. Estas máquinas las numeraban y a los sitios se les daba el nombre del número de la máquina que estuviera allí. De aquí el nombre de las veredas de La Veintidós y de La veintitrés (hoy Santa Fe).
Para el año de 1932 ya había una población de aproximadamente 300 habitantes entre quienes se encontraba la familia González, líderes comunitarios y de gran talento intelectual que propiciaron una rebelión de los campesinos, cansados de pagar a los empresarios por el predio que ocupaban, y exigieron a los hacendados la parcelación de sus tierras. Fueron los líderes don Carlos Julio González, don Policarpo Forero, administrador del señor Flórez y don Marcos Simbaqueba. Ellos se asesoraron del joven abogado de 26 años, Carlos Lleras Restrepo quien estaba aspirando a ser diputado de Cundinamarca y les prometió que si salía electo, colaboraría en la parcelación de estas tierras. Fue así como la ordenanza 35 de 1936 autorizó la parcelación de las haciendas de Guasimal, Río seco y del Chocho correspondiente, esta última al municipio de Silvanía. Cada hacienda tenía aproximadamente 1053 fanegadas. Los propietarios vendieron sus tierras al Departamento y este a las familias que ya tenían sus asentamientos en dichos predios. El Secretario de Hacienda Departamental era don Juan Salgar Martín y fue él quien ordenó la parcelación, vendiendo a un centavo la vara de tierra. Algunos no sentaron la escritura porque su costo de $5 era superior al costo del lote. El notario se trasladó a este lugar para hacer las escrituras y por esta razón los costos se aumentaron. Dentro de la misma parcelación se dejó el terreno para la construcción del área urbana en un potrero despejado por Manuel Parra, hombre gigante que tenía la barba hasta la cintura, vivía solo en la selva por lo que lo apellidaron el Rey de la Selva. Él fue el primer cadáver del cementerio.
La hacienda de San Raimundo, llamada así por el nombre de su primer propietario, don Raimundo Umaña, no fue parcelada en un principio porque fue invadida por colonos que querían apoderarse de la tierra. Esta hacienda que había sido heredada por doña María Emilia Umaña Merisal de Morales fue vendida a don Francisco Flórez. Ante el problema social que se presentó, reflejo de la ideología comunista que estaba en todo su auge en Rusia, don Francisco Flórez le escrituró la hacienda al Banco Agrícola Hipotecario, entidad que posteriormente la parceló. Para entonces Granada estaba conformada además por las haciendas de Santa Helena, Santa Lucía y El Soche que fueron también parceladas por el Banco. Los campesinos se opusieron a la forma de actuar de los colonos y apoyaron la parcelación de las tierras.
El trazado del perímetro urbano lo realizaron los ingenieros Cuéllar, Pedraza y Flórez y actuaron como cadeneros los señores Hipólito Escobar y Carlos Julio y Eduardo González. Ellos tuvieron en cuenta la parte ornamental y sembraron algunos cauchos que fueron un símbolo para Granada porque adornaron el parque durante muchos años.
Las primeras casas fueron de madera y algunas como la ubicada en la carrera 15 n.º 10- 57 se construyeron en adobe y bahareque. Esta casa es originaria de esa época.
Para delimitar las propiedades de explotación de la madera se estableció una línea divisoria que se llamó los Veinte Metros. Don Francisco Flórez explotaba los bosques de propiedad de la familia Umaña de los Veinte metros hacia el nor –occidente y don Pedro Matallana de los Veinte Metros hacia el sur – oriente, terrenos de propiedad de la familia Caballero. Esta se convirtió en la línea divisoria con el municipio de Silvanía y va en línea recta desde El Cerro de la Nariz que queda sobre la cordillera de Capotes, hace un ángulo en la finca de don Jorge Caballero y continúa en línea recta hacia el oriente hasta el Alto de La Angarilla. La cordillera de Capotes se convierte en la línea divisoria con los municipios de Viotá y Mesitas del Colegio y sobre ella está el alto de Bariza, donde hacia 1937 ubicaron una torre de madera para guía de los aviones en razón de que su altura es superior a la de Bogotá. Esta altura está ubicada en la vereda de El Hoyo sobre Peña Blanca.
Granada se constituye en Inspección de Policía del municipio de Soacha mediante la ordenanza n.º 3 del 11 de marzo de 1933, artículo 13. Su funcionamiento se dispuso mediante el decreto n.º 470 del 30 de junio de 1936 y fue su primer inspector don Alejandro Monroy. La sede estaba ubicada en la vereda de La Veintidós, en la finca que más tarde pasó a ser propiedad del señor Reyes Guzmán. Posteriormente se trasladó a Granada con sus pertenencias: Un teléfono de pilas y un escritorio. Antes del 9 de abril se convierte la inspección en departamental, por tanto los inspectores ya no eran nombrados por Soacha sino por el departamento. Hasta 1974 se le denominaba Inspección de El Soche y solamente en este año, con la ordenanza n.º 6 del 28 de noviembre se le da el nombre de Inspección de Granada. 
Las decisiones de la Inspección funcionan en un comienzo por bandos convocados a través del toque de un tarro por el señor Roberto Rodríguez, alguacil o citador de la inspección. Con este llamado la gente se aglomeraba en torno al inspector y a la sede que era Casa de Tabla. 
El 13 de abril de 1985 se constituyó el comité pro municipio de Granada y desde entonces un grupo de personas que perseveraron en sus propósitos, lograron la meta añorada. Fueron ellos: Jairo Santamaría, Carlos Vargas, Pablo Gómez, Jaime Gamba Muñoz, Salvador Choconta, Guillermo Alfonso, Amparo Ramírez de Santamaría, Graciela Rozo . El apoyo irrestricto de la señora Gobernadora Leonor Serrano de Camargo, fue decisivo para que se aprobara la ordenanza N°017 del 10 de agosto de 1995 que constituyó a Granada en el municipio 115 de Cundinamarca, segregándolo de Soacha. El ponente del proyecto fue el diputado Alfonso Rey Sanabria; la ponencia del proyecto fue redactada por. Alfonso García y Jairo Santamaría.
Por decreto n.º 02756 del 15 de octubre de 1995 se convoca a elección de concejales y alcalde el 4 de febrero de 1996 y se fija el 3 de marzo del mismo año para instalar el Concejo Municipal y dar posesión al primer alcalde electo, señor Jairo Santamaría. Como alcalde encargado durante el período comprendido entre la creación del municipio y la posesión del alcalde electo, fue nombrado por decreto departamental el Dr. Otoniel Barragán
Los habitantes tenían la asistencia religiosa de sacerdotes que venían ocasionalmente de Soacha a realizar Cuarenta Horas y primeras comuniones. También venían sacerdotes capuchinos traídos por la familia Rojas de la vereda de San José. La primera capilla se construye en 1934 en madera en el mismo lugar en donde hoy está el templo parroquial y se constituyó en vicaría hasta el año de 1976 cuando se consagra parroquia, por decisión de monseñor Jesús María Coronado, obispo de Girardot. Su último vicario fue el padre Héctor Eliécer Burgos y el primer párroco el Padre Carlos Salazar Morán. El templo actual lo inició el padre Luis Vidal y lo concluyó el padre Héctor Eliécer Burgos.
La primera escuela se creó en 1932 en El Soche, en el lugar en donde hoy está el granero de la hacienda del mismo nombre. Su primera maestra fue doña Hilaria Galindo. Posteriormente se crearon las escuelas de Santa Elena y San Agustín, hoy colegio Departamental Gustavo Uribe Ramírez. A esta escuela llegó como maestra doña Enriqueta Rodríguez a quien la quisieron sacar, pero ella que estaba muy contenta en la región, se reveló, con apoyo de la comunidad y, para no dejarla ir, se creó la escuela de La Veintidós, en el año de 1933. Posteriormente, por iniciativa de don Oliverio Cepeda y de don Ignacio Lozano, llegaron las Hermanas de Los Sagrados Corazones y fundaron un colegio con internado, en la misma vereda de La Veintidós, lugar a donde llegaron a educarse niñas, no solamente de Granada sino de otros municipios. Vale la pena recordar también los colegios de Fátima de propiedad de la señora Marina Russi de Gil y el colegio del Rosario de propiedad de las señoritas Aura, Emma y Graciela Sierra que funcionaron en las décadas de los 50 y de los 60 y contaban con los grados de primaria. El actual colegio Departamental fue creado en el año de 1971 siendo gobernador de Cundinamarca Diego Uribe Vargas y secretaria de Educación María Inés Ortiz
Las vías de comunicación fueron abiertas a pico y pala como caminos de herradura para transportar la madera y el carbón a través de carruajes tirados por 3 o 4 yuntas de bueyes o a lomo de mula. La primera carretera dio paso a un carro que llegó en el año de 1937. Este día se convirtió en una fiesta para los habitantes que salieron a conocer el vehículo, a percibir el olor a gasolina, líquido extraño para los habitantes de entonces. Las escuelas salieron ordenadamente formadas a ver este invento de la tecnología. La salida del carro fue también momento de fiesta porque lo tuvieron que empujar. Los carros que llegaron posteriormente tenían que ser ayudados por los bueyes para sacarlos de los pasos imposibles de transitar todavía. Los choferes eran mirados como personajes importantes por la magia de sus acciones. Entre los años de 1920 y 1930, don Francisco Flórez trajo el primer teléfono de pilas, para apoyar la empresa de la madera.
Los caminos se construían por convites que los vecinos realizaban generalmente los días lunes. Como la preferencia era hacer los caminos empedrados, había dos expertos trabajadores de la piedra que eran don Clemente Cárdenas y don Nicolás Rodríguez a quienes los habitantes les pagaban por sus servicios. También se construyeron caminos empalizados para facilitar el paso de los carruajes. La carretera departamental se construyó por tramos hasta llegar al sitio denominado El Botadero en predios de la vereda de Subía. El proyecto de la carretera, nacional, fue realizado por iniciativa del General Gustavo Rojas Pinilla, durante su período presidencial.
Uno de los grandes líderes en la construcción de caminos, puentes y escuelas, así como del templo parroquial, fue el Padre Héctor Eliécer Burgos, sacerdote que permaneció durante 17 años en la entonces vicaría apostólica y quien con sus acciones evangelizadoras, cívicas y sociales se ganó el cariño de los habitantes de la región.
El primer cementerio fue construido muy cerca del pueblo y cuando tenían 14 tumbas se dieron cuenta de que este camposanto contaminaba las aguas de mayor pureza que tenía el sector urbano por lo cual recurrieron a Isabel Lara de Umaña para que les donara una fanegada para construir el cementerio en otro lugar. Fue así como donó el terreno en la parte oriental de la vereda de Guasimal, lugar en donde hoy se encuentra.
La actividad económica de Granada se centró en un principio en la elaboración de carbón vegetal, el aserrío de madera y posteriormente el cultivo de papa, maíz, ahuyama, cebada, trigo, fríjol, habichuela, arracacha y la cría y cuidado de ganado, especialmente de las razas holstein, normando y pardo suizo, llegando a convertirse esta región en gran productora de leche de la cual surge la industria láctea que caracteriza a la vereda de San Raimundo junto con sus restaurantes típicos y su venta de arepas de maíz. El cultivo de flores ha sido también, aunque en menor escala, una fuente de riqueza. 
Hacia el año de 1937 se organizó la plaza de mercado que funcionó, en un principio, hasta 1948 cuando los campesinos, atemorizados por las acciones bélicas de la Policía de entonces, se desplazaron con sus cosechas para venderlas en El Charquito o en Soacha. A finales de los años de 1950 se volvió a organizar la plaza de mercado. 
La plaza de ganado que ha venido funcionando los días lunes fue organizada hacia el año de 1938 por Virgilio Velosa. Esta actividad comercial se ha constituido en una fuente de economía que congrega a comerciantes de diferentes regiones vecinas al municipio. 
Actualmente la feria ganadera se ha venido desarrollando en los últimos años. Los domingo, cada 15 días en la plaza de ferias del Municipio. 
Hoy, el cultivo es una de las grandes actividades económicas y sus agricultores han creado estrategias para mejorar y tecnificar su producción. Los señores Abraham Alfonso, Danilo Reyes y Andrés Bello son los creadores de la estrategia de la colgada, que se extendió ya por gran parte del país. Otro inquieto en esta actividad es don Juan de Dios Jiménez quien se ingenió una forma especial de empaque para aumentar su comercialización. A los cultivos como lo son la gulupa, granadilla, papa criolla, tomate de árbol y la uchuva. Que son de tipo exportación y forman parte de los productos que ingresan al Tratado de libre comercio (T.L.C) Para su distribución a nivel mundial. y los productos como la arveja, papa de año, pepino de guiso, calabaza, mazorca, mora y demás productos son comercializados al interior del país. 
Este último mencionado la uchuva. Gracias a esta fruta exótica se debe el festival y reinado departamental de su especialidad que es de gran importancia en el marco de las ferias y fiestas de nuestro Municipio que se realizan en el mes de julio.
Las primeras actividades recreativas se centraban en la interpretación musical del tiple, el requinto y la pandereta. Más tarde llegaron a unirse a estos instrumentos la bandola y la guitarra. Fueron comunes las parrandas amenizadas con estos instrumentos y con las voces de quienes participaban en estas reuniones que se enardecían con el efecto de la chicha. También hubo juegos como el tejo y los bolos que entretenían a los campesinos especialmente los días domingo.
La división política de Granada ha venido sufriendo cambios por su delimitación con Soacha. A partir de 1995 se agregaron las veredas de Carrizal y Sabaneta siendo en la actualidad 13 veredas las que constituyen el municipio desde el punto de vista político. Son ellas La Playita o El Soche, San José, San José Bajo, Santafé, El Ramal, Guasimal, Santa Helena, El Hoyo, La Planada, La Veintidós, San Raimundo, Carrizal y Sabaneta. Eclesiásticamente pertenecen a Granada también las veredas de Noruega Alta y Noruega Baja. 
Las fuentes hídricas de Granada que fueron abundantes por sus bosques, musgos, parásitas, capote, quiches y flores diversas hacían de la tierra esponjas que guardaban las aguas lluvia y mantenían los ríos y quebradas con aguas abundantes, se han disminuido en un 70%. Lagunas como la de Las Mercedes en donde nace Río Seco, que existió en Santa Lucía, se acabaron por la tala de árboles. La actual laguna de San Raimundo, también ha disminuido su tamaño porque han acabado con los bosques que la rodeaban. El Yátaro, fuente de agua de la parte norte, y que da lugar a la quebrada Ucrania o de Santa Helena, fue sometido al aserrío inmisericorde de sus bosques porque valieron más las palancas políticas o quizá el poder del dinero, que la súplica de sus pobladores y su intervención ante las autoridades competentes. El cultivo de eucaliptos que reemplazó al bosque no es propicio para conservar las aguas. Esta es una responsabilidad del municipio con todos sus pobladores. Es una fuente de riqueza para toda la región y debe convertirse en una reserva natural de propiedad del municipio para someterse a su arborización adecuada. Hay riquezas naturales como el Bosque de Niebla que está ubicado entre las veredas de La Planada y El hoyo y que es una riqueza ecológica que alberga ecosistemas de gran valor.
Los ríos y quebradas que nacen y atraviesan la geografía granadina, están siendo contaminados por sus habitantes y sus cuencas hidrográficas no tienen la arborización y cuidados necesarios. Esta es una tarea que debemos emprender liderados por el sistema educativo del municipio y por su administración. No existen lagunas de oxidación para las aguas residuales. Estas se vierten a las quebradas, contaminando las aguas que nacen en el territorio municipal. En nuestro territorio nacen aguas que estamos entregando contaminadas a nuestros propios habitantes y a los ciudadanos de los municipios que luego se benefician de ellas. El alcantarillado de la zona rural no tiene construidos pozos sépticos adecuados y el tratamiento de las basuras se hace sin tener en cuenta el medio ambiente.
Cerca del Alto de las Rosas, cuyo verdadero nombre es Alto del Res lumbroso, nace en la laguna de la Chocha, el río Chocho al que últimamente han denominado Río Subía. Otras quebradas son la Río Seco, La Ucrania que ha denominado Santa Helena, Guasimal, San Raimundo, La Floresta, Chuscales y Sabaneta. 
Como personajes típicos de Granada podemos mencionar a Manuel Antonio Rojas, llamado Pate Pisca, a quien acudieron la gran mayoría de los enamorados de la época, que quizá son los ancianos de hoy, para que les escribiera las cartas de amor. Vivía en el sótano de Casa de Tabla y allí tenía su escritorio. Cada enamorado le contaba que quería que le escribiera a su enamorada o enamorado, cuáles eran sus sentimientos y sus intenciones. Como resultado obtenía un poema de amor escrito con pluma y tinta verde en una caligrafía que bien puede considerarse hoy como una obra de arte. La mayoría de las veces tenía que ir Manuel Antonio a leerle la carta al emisario porque era muy corriente que no supiera leer. Este a la vez le pedía que le hiciera la respuesta a su emisor y así se ganaba la vida. A cada uno le cobraba su trabajo. Otro personaje fue Cayito, persona humilde, sencilla y muy enferma, pero de una fe gigantesca. Demoraba, aproximadamente media hora para atravesar la plaza y llegar a la Santa Misa, que mientras que pudo caminar, nunca la dejó. Fue, como decía el padre Burgos, nuestro pararrayos. Él nos permitió vivir la caridad, la solidaridad y la ternura. También debemos recordar a don Abelardo Vergara, hombre de gran fe, consagrado a Dios y testimonio de Jesús por su cordialidad y su compromiso de católico. José Antonio Velandia se le considera como el líder cívico que se preocupó por el progreso de la región, por la apertura de caminos y carreteras, por la traída de la luz. Como líder agrario, se destacó Adolfo Gacha quien aprendió a leer y a escribir por la acción de las escuelas radiofónicas de Radio Sutatenza. Pero sin duda, nuestro adalid, es don Eduardo González. Su interés por la organización de la sociedad, por el uso de los paisajes, por el desenvolvimiento de los hechos históricos; su pasión por la lectura, el cultivo de su memoria y de su pensamiento, el amor por su tierra y por su gente, su civismo y su compromiso de ciudadano comprometido con la región, nos han permitido reconstruir la historia de Granada y por sobre todo esto, contar con este rincón de Colombia construido con tesón, con amor y con sentido de comunidad. A él debemos mucho de lo que hoy tenemos. Gracias por este legado tan hermoso. 
Granada es un municipio naciente que ha venido ganando autonomía al tener la posibilidad de gobernarse a sí mismo. Es responsabilidad de cada ciudadano, aportar su iniciativa, su comportamiento de ciudadano responsable, honesto, progresista para que el desarrollo sea integral, equilibrado y justo; para que todos sus pobladores se constituyan en una familia que vela por el bienestar de sus miembros. Hoy estrenamos sus símbolos que nos dan identidad. En la medida en que actuemos con el sentimiento de arraigo patrio haremos que estos símbolos tengan significado para cada uno de los granadinos y que portarlos, sea un orgullo. Este es nuestro reto porque “un ciudadano o ciudadana que ame a su patria y crea en Dios, es un ciudadano(a) en quien se puede confiar.” 
BIBLIOGRAFÍA:
1.	ANÁLISIS Regional y Estrategia de Desarrollo. Departamento de Cundinamarca. Provincia del Sumpaz. Universidad Jorge Tadeo Lozano.
2.	VELANDIA Roberto. Enciclopedia histórica de Colombia.
3.	Entrevistas a don Eduardo González y a Hernando Garzón.
4.	Recopilación Hecha por Silvia Alfonso Romero.

## Geografía
El Municipio se caracteriza por pendientes entre el 20 y 35% localizados al nororiente, norte y noroccidente del área Municipal, con cotas máximas de 3.000 m a 2.800 m s. n. m., siendo estas últimas las alturas mayores del área municipal.
Hacia la zona central y sur del Municipio se encuentran pendientes del 12% al 25% observándose una inclinación moderada hasta llegar a la cota mínima, 2.200 m y 2.300 m.
En general el territorio del Municipio de Granada se caracteriza por ser ondulado y carecer de zonas totalmente planas, lo cual es otra determinante para uso y manejo de los suelos. En la Topografía del Municipio se destacan los siguientes accidentes Geográficos:
Loma el Yátaro, Cuchilla Paloquemao, Loma San José. Sector de la vertiente Oriental de la cuchilla Peñas Blancas.

### Geología
Presencia en algunos sectores de formaciones rocosas sedimentarias, formación quetame, que han permanecido cubiertas y los periodos de lluvia y rosa de vientos las han hecho emerger, también se observa la pizarra y esquisitos sobre los cuales se localizan, en algunos casos zonas de bosques.
Su clasificación es la siguiente:
- Cretáceo tardío: Sucesión de manos de calizas, areniscas y lulitas correspondientes a sedimentos de edades Albino Maestrichtiano, menos rico en minerales diversos.

- Paleoceno-Oligoceno: Después de las últimas areniscas de la formación de Guadalupe, empieza una serie de lulitas y arcillas esquistosas. El término de esta sucesión de areniscas está marcado localmente.

### Límites municipales
- Con el Municipio de Sibaté: Partiendo del alto de la Angarilla-Paloquemao, punto de concurso de los municipios de Silvania, Granada y Sibaté, se sigue en dirección Noreste hasta el alto de Paloquemao, se continúa en la misma dirección hasta encontrar el camino de Santa Helena de los Veinte metros (20 m), se sigue por todo el camino en dirección general sureste y luego hacia el norte, luego hasta el paso de la quebrada El Rodeo, también cruce de los caminos de los veinte metros (20 m) y Paloquemao; de este punto se continua por toda la quebrada El Rodeo aguas abajo, frente al lindero del predio de la Empresa de Energía de Bogotá (00-01-007-0006-000), lugar de concurso de los municipios de Soacha, Sibaté y Granada, (tomado del literal a) artículo primero de la Ordenanza número veintitrés (23) del Veinte (20) de noviembre de 1968.

- Con el Municipio de Soacha: Partiendo del punto, sobre la quebrada La Poma o Rodeo, lugar de concurso de los municipios de Granada, Soacha y Sibaté-Cundinamarca de este punto se continua en dirección general hacia el norte y luego hacia el oeste por los linderos entre los predios con número catastral 00-01-0007-0013-000, 00-01-0007-0012-000, 00-01-0007-0036-000, 00-01-0007-0035-000, 00-01-0008-0150-000, 00-01-0008-0149-000, 00-01-0008-0147-000, 00-01-0008-0137-000, 00-01-0008-0146-000, 00-01-0008-0136-000, 00-01-0008-0135-000, 00-01-0008-0134-000, 00-01-0008-0133-000, 00-01-0008-0132-000, 00-01-0008-0131-000, 00-01-0008-0130-000, 00-01-0008-0184-000, 00-01-0008-0185-000, 00-01-0008-0188-000, 00-01-0008-0189-000, 00-01-0008-0190-000, 00-01-0008-0192-000, 00-01-0008-0193-000, 00-01-0008-0194-000, 00-01-0008-0195-000, 00-01-0008-0209-000, 00-01-0007-0005-000, 00-01-0007-0005-000, 00-01-0007-0001-000, 00-01-0006-0039-000, en jurisdicción del Municipio de Soacha, hasta llegar a la carretera central se continua por esta vía hacia el sureste 270 metros aproximadamente hasta encontrar el carreteable que sirve de lindero entre los predios con número catastral 00-01-0006-0159-000, 00-01-0006-0174/0175/0166/0178/0179-000, en Granada con predios con número catastral 00-01-0006-0130-000, 00-01-0006-0120-000, en Soacha se continua por este carreteable hacia el noroeste, hasta la carretera antigua Bogotá – Silvania para seguir por esta vía hasta su intersección con la carretera central actual; estando allí se continua hacia el norte a buscar el nacimiento más oriental de la quebrada Sabaneta se sigue por la mencionada quebrada aguas abajo hasta donde confluye una de sus pequeñas corrientes tributarias, se sigue por esta última corriente menor aguas arriba hasta su nacimiento, y aquí se continua hacia el noroeste por toda la cuchilla hasta el punto lugar de concurso de los municipios de Granada, San Antonio de Tequendama y Soacha según acta de deslinde del 20 de agosto de 1996.

- Con el Municipio de Silvania: Partiendo del Alto de la Angarilla en la cordillera de San Miguel, lugar de concurso de los Municipios de Sibaté, Silvana y Granada, se sigue en dirección occidental a encontrar el camino de paloquemao para continuar por este, hasta el nacimiento del brazo sur de la quebrada Santa Helena. Quebrada Santa Helena aguas abajo hasta su intersección nuevamente con el camino de los veinte metros, para luego continuar con este camino en dirección oeste, hasta el cruce con la carretera principal Chusacá-Silvania, de aquí se continua por esta carretera hasta el suroeste hasta el cruce de la quebrada San Raimundo, por esta quebrada aguas arriba hasta su nacimiento en la laguna del mismo nombre y de allí a la cúspide del cerro de la Nariz en la cordillera de Subía o Peñas Blancas, punto de concurso de los municipios de Viotá, Granada y Silvana (acta de deslinde del 19 de julio de 1978).

- Con el Municipio de Viotá: partiendo del cerro de la Nariz, en la cordillera del Subia o Peñas Blancas, lugar donde concurren los Municipios de Viotá, Granada y Silvania se sigue hacia el noroeste por toda la cima de la cordillera mencionada, hasta su encuentro con el nacimiento del río Calandaima lugar de concurso de los Municipios de Viotá, el Colegio y Granada (tomado del literal g) artículo 21 del Decreto departamental n.º 441 del 15 de mayo de 1950, aprobado por el Decreto 1510 del 9 de julio de 1951).

- Con el Municipio de El Colegio: Partiendo del nacimiento del río Calandaima, lugar donde concurren los municipios de Viota, el Colegio y Granada, se sigue hacia el noroeste se sigue por toda la cordillera del Subía o Peñas Blancas , hasta su encuentro con el nacimiento de la Quebrada Varílico, lugar de concurso del san Antonio del Tequendama, Granada y el Colegio, (Tomado del literal e) Artículo 11 del Decreto Departamental 441 del 15 de mayo de 1950, aprobado por el Decreto 1510 del 9 de julio de 1951).

- Con el Municipio de San Antonio del Tequendama: Partiendo del punto, sobre la divisoria de aguas entre las quebradas Sabaneta y Rincón Santo lugar de concurso de los Municipios de San Antonio del Tequendama, Soacha y Granada, se sigue hacia el occidente por toda la cuchilla , pasando por los altos pico de Guacamaya, La Gaula , Cerro Pelao Cotudo, hasta su encuentro con el cerro llamado Peñas Blancas, donde nace la quebrada Varílico, lugar de concurso de los municipio de San Antonio del Tequendama, Granada y El Colegio (tomado del literal B), artículo 3, del Decreto 441 del 15 de mayo de 1950, aprobado por el Decreto 1510 del 9 de julio de 1951).

| Noroeste: El Colegio y San Antonio del Tequendama | Norte: San Antonio del Tequendama | Nordeste: Soacha (Vereda de San Francisco)               |
| Oeste: El Colegio                                 |                                   | Este: Soacha (Veredas de El Charquito y Alto de La Cruz) |
| Suroeste: Viotá                                   | Sur: Silvania                     | Sureste: Sibaté                                          |

## División Político-Administrativa

### Cabecera municipal
Su Cabecera municipal se encuentra dividida en los barrios: El Triunfo, El Carmelo, El Progreso, Nueva Marsella, Maracaibo, Villa Paula de Nueva Granada y el Centro. 

### Centros poblados
Granada tiene bajo su jurisdicción los centros poblados: 
- La Veintidós
- San Raimundo

#### Veredas
El municipio tiene constituido las siguientes veredas: Guasimal, La Playita, San José, San José Bajo, El Ramal, El Hoyo, Santa Helena, Santa Fe, La Planada, Sabaneta, Carrizal, El Hoyo, El Ramal.

## Economía
La base de su economía se sustenta principalmente en la agricultura y la ganadería y en un segundo renglón en la actividad comercial que se genera sobre el corredor vial, comprendido entre el centro poblado de San Raimundo y el antiguo centro poblado de San José. El municipio de Granada se constituye actualmente en una de las despensas agrícolas de la región del Sumapaz y del departamento por la gran cantidad y variedad de productos agrícolas y pecuarios de óptima calidad que produce; posee suelos de buena condición agrológica, variedad de climas y sus productores tienen amplia capacidad técnica y laboral.

## Turismo
- "La Vaca que Ríe" La dulce estación. Ubicado en el kilómetro 31 Via Panamericana en la Vereda San Raimundo.
- Restaurante como "La Pirámide" "El Recreo" "El alto de las Arepas" "La Fonda Paisa". Ubicados de igual Forma en la Vereda San Raimundo.
- Jardines Ecológicos Varsana, es una hermosa eco aldea, donde residentes y voluntarios viven juntos basados en principios de no violencia y cuidado a la naturaleza; ubicado en el km 28 vía Silvania y a 1 km del municipio de Granada por la carretera Bogotá - Melgar.
- Laguna del Guasimal.
- Laguna Granada: Despierta gran interés por sus paisajes, ideal para caminatas y largas cabalgadas.
- Cascada del Hoyo.
- Laguna de Santa Lucía.

## Servicios públicos
- Energía Eléctrica: Enel, es la empresa prestadora del servicio de energía eléctrica.
- Gas Natural: Alcanos de Colombia es la empresa distribuidora y comercializadora de gas natural en el municipio.